# Tema do Peloponeso
O Tema do Peloponeso (em grego: θέμα Πελοποννήσου) foi um tema (província civil-militar) bizantino que abrangia a península do Peloponeso na Grécia meridional. Fundado por volta de 800, sua capital era Corinto.

## História

### Invasões eslavas e assentamentos
De 27 a.C. até o fim do século VI, o Peloponeso formou parte da província da Acaia que, durante a Antiguidade Tardia, compreendia as partes Oriental e Central da Grécia. Sua capital era Corinto. Dos anos 580 em diante, como atestado na Crônica de Monemvasia, as invasões eslavas que afetaram os Bálcãs alcançaram a península, e levaram ao abandono dos centros urbanos da Antiguidade em favor de localidades remotas ou mar adentro como Monemvasia, enquanto os habitantes de várias cidades, tais como Patras são reivindicados pela crônica como tendo emigrado para a península Itálica por completo. As declarações de cronistas medievais, tais como Isidoro de Sevilha e Constantino VII, afirmaram que a Grécia estava completamente submetida aos eslavos, o que levou a suposições anteriores de que o colapso do controle bizantino foi total, e que o Peloponeso permaneceu fora do controle imperial pelos dois séculos seguintes.
A evidência literária é parcialmente confirmada por vários acervos de moedas enterradas nos anos 570/580 e começo do século VII que atestam agitação em grande escala em duas ondas, uma com pico ca. 587, data fornecida pela crônica, e outra com pico no reinado de Heráclio (r. 610–641). Evidências literárias, toponímicas e arqueológicas, por outro lado, mostram que os invasores eslavos assentaram-se principalmente na metade ocidental da península, ou seja, nas planícies férteis de Élis e Messênia, Acaia e o planalto da Arcádia, enquanto a autoridade bizantina sobreviveu nas partes orientais mais montanhosas da península, bem como em vários postos ao longo da costa, incluindo Patras. No entanto, como a rápida re-helenização da península no século IX mostra, uma grande população falante de grego deve ter permanecido nas áreas invadidas pelos eslavos.

### Formação e evolução do tema
Corinto permaneceu o centro da autoridade imperial no sul da Grécia, e em algum momento entre 687 e 695, tornou-se a capital do novo Tema da Hélade. A nova província abrangia todos os territórios imperiais remanescentes no sul da Grécia, e tinha uma forte característica marítima, sendo composta de territórios costeiros e principalmente orientados em direção ao mar. Ca. 800, contudo, a Hélade foi dividida, e enquanto o nome foi mantido para o território que compreendia a parte oriental da Grécia Central e a Tessália, o Peloponeso tornou-se um tema separado, novamente com Corinto como sua capital. A formação da nova província está diretamente ligado à reimposição do controle do governo bizantino sobre as tribos eslavas neste momento. Isto foi conseguido pelas vitórias do estratego (governador militar) Esclero em 805, como registrado pela Crônica de Monemvasia, e o fracasso do cerco eslavo de Patras cerca do mesmo período. O imperador Nicéforo I, o Logóteta (r. 802–811) seguiu estes sucessos com um extenso programa de colonização e cristianização, que incluiu a reinstalação da região com gregos da Itália e Ásia Menor.
O primeiro estratego conhecido do Peloponeso é Leão Esclero, atestado por 811 (possivelmente o mesmo, ou um parente próximo, do Esclero de 805), que pode até mesmo ter sido o primeiro na função. O estratego do Peloponeso ficou em primeiro lugar na hierarquia dos governadores temáticos "ocidentais" (ou seja, europeus). O papel de sua administração foi principalmente controlar as tribos eslavas do interior - rebeliões por autonomia e pagamento de tributo às tribos dos melingos e ezeritas ocorreram em 840/842 e 921/922, a última seguida também por uma rebelião de tropas eslavas da Ásia Menor -  e a defesa contra os raides árabes, que foram frequentes nos séculos IX e X: entre outros oficiais subordinados, um turmarca foi encarregado com a defesa da costa e ainda teve uma esquadrão naval de quatro chelandia sob suas ordens.
Após a reconquista de Creta em 961 ter encerrado o estado pirata que se estabelecera ali, o Peloponeso prosperou imensamente. A partir do século X, a administração era geralmente acumulada com o Tema da Hélade e, no final do século XI, esta união se tornou permanente, com ambas as províncias sob o controle de um mega-duque, um comandante-em-chefe da marinha bizantina. Por conta da ausência deste localmente na província, porém, os temas locais permaneceram sob o controle de um pretor, uma posição que geralmente era exercida por oficiais seniores e distintos como os juristas Aleixo Aristeno e Nicolau Hagioteodorita. O tema reunido da Hélade-Peloponeso foi dividido novamente no século XII numa série de distritos chamados, dependendo da fonte, de órios (oria), cartulários (chartoularia) e episkepseis.[a] O Peloponeso permaneceu sob controle bizantino até o início do século XII (1205) quando, na sequência do saque de Constantinopla pela Quarta Cruzada, o latino Principado de Acaia foi fundado na região.